# Pimenta odiolens
Pimenta odiolens är en myrtenväxtart som först beskrevs av Ignatz Urban, och fick sitt nu gällande namn av Karl Ewald Maximilian Burret. Pimenta odiolens ingår i släktet Pimenta och familjen myrtenväxter. IUCN kategoriserar arten globalt som sårbar. Inga underarter finns listade i Catalogue of Life.